# Sergi Cardona Bermúdez
Sergi Cardona Bermúdez (Lloret de Mar, 8 de juliol de 1999) és un futbolista professional català que juga com a lateral esquerre al club de la Lliga Vila-real CF. És internacional amb la selecció catalana

## Carrera

### Gimnàstic
Nascut a Lloret de Mar, Catalunya, Cardona va representar el Gimnàstic de Tarragona en categories juvenils, i va ascendir a l'equip de formació Va debutar com a sènior l'11 de setembre, començant com a titular en un empat a 0 a casa davant la UE Castelldefels.
Cardona va marcar el seu primer gol com a sènior el 27 d'octubre de 2018, marcant el primer gol en una victòria per 2-0 contra la UA Horta. Va fer el seu debut com a professional el 9 de juny següent, entrant com a substitut de Pol Prats a la segona part en un empat 1-1 a casa contra el CD Lugo a Segona Divisió.
El 25 de juny de 2020, Cardona va abandonar el Nàstic després de no acceptar l'oferta de renovació del club.

### Las Palmas
Cardona es va traslladar a la UD Las Palmas el setembre del 2020, sent inicialment adscrit al filial de la Segona Divisió B. Va fer el seu debut amb el primer equip amb aquest últim el 30 de maig de 2021, començant com a titular en una victòria fora de casa per 1-0 davant la UD Logroñés.
Després de consolidar-se com a titular habitual dels canaris la temporada 2021-22, Cardona va renovar el seu contracte fins al 2024 el 16 de juny de 2022, ascendint definitivament a la plantilla del primer equip. També va ser la primera opció durant la temporada 2022-23, contribuint amb 39 aparicions quan el club va tornar a la primera divisió després de cinc anys.
Cardona va debutar a la categoria principal del futbol espanyol el 12 d'agost de 2023, substituint Daley Sinkgraven en un empat a casa per 1-1 contra el RCD Mallorca. Va marcar el seu primer gol com a professional el 2 de març següent, marcant el segon gol del seu equip en un empat 3-3 fora de casa contra el Getafe CF.
Cardona va deixar els Amarillos el 30 de juny de 2024, després que expirés el seu contracte.

### Vila-real
El 18 de juliol de 2024, Cardona va signar un contracte de tres anys amb el Vila-real CF, també de la màxima categoria.

## Internacional

### Catalunya
El 29 de maig de 2024 va disputar amb la selecció catalana el partit contra el Panamà, que va acabar en un empat a 2, a l'Estadi de la Nova Creu Alta.
El 28 de maig de 2025 va disputar amb la selecció catalana el partit contra Costa Rica, una victòria per 2 a 0 a l'Estadi Johan Cruyff.